# Baoguotempel
Baoguotempel is een beroemde boeddhistische tempel in district Jiangbei, 15 kilometer ten noorden van Ningbo, in Zhejiang, Volksrepubliek China.
De tempel heette oorspronkelijk Lingshantempel (灵山寺). In 880 werd de naam veranderd in Baoguotempel. De hoofdhal is in 1013, tijdens de noordelijke Song-dynastie gebouwd. Ook is het een van de oudste en houten gebouwen in China. De tempel bevat zuilen uit de Tang-dynastie, een hal van de Ming-dynastie en twee hallen en torens van de Qing-dynastie.
Toegang tot de tempel kost 14 RMB en gidsen zijn gratis te volgen.